# Nuovo edificio

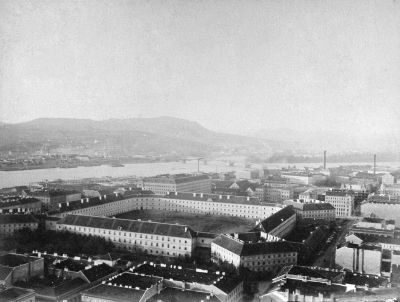
L'edificio sul 1880

Il Nuovo edificio (in ungherese Újépület, in tedesco Neugebäude) era una fortezza situata a Pest e che veniva usata come penitenziario. La costruzione fu iniziata nel 1786 dall'architetto János Hild, padre di József Hild e distrutta nel 1897, è stata soprannominata la Bastille ungherese. Nella sua area ora si trova Szabadság tér.

## Storia
Il Nuovo edificio fu disegnato per ordine dell'imperatore Giuseppe II da Isidore Canevale, architetto viennese.
La costruzione del corpo principale a tre piani procedette rapidamente. La muratura più lunga nel corpo centrale era lunga 100 braccia (183 m), e il cortile recintato aveva una superficie di quasi 10 000 braccia quadrate (circa 3,3 ettari).
Gli edifici a forma quadrata costruiti agli angoli del corpo principale, furono ad esso collegati, avevano quattro piani e anch'essi comprendevano un cortile interno. Dal 1789 il terzo edificio d'angolo era già in funzione. L'intero complesso, a parte le considerevoli dimensioni, non aveva particolare pregio architettonico.
Alla morte di Giuseppe II, il lavoro non era ancora stato completato; le successive guerre napoleoniche hanno impedito il completamento. Tra il 1793 e il 1796 è stato utilizzato come prigione per gli ufficiali francesi della prima coalizione. Nel 1802 l'edificio avrebbe dovuto essere venduto a mercanti ebrei provenienti da Praga che avevano presentato un'offerta adeguata.
Il conte Ferenc Széchényi, portavoce del tribunale, si era espresso contro la vendita che quindi fallì poiché i fondi messi a disposizione da Giuseppe II, provenienti dalla confisca di beni della chiesa ungherese, erano terminati. Pertanto, la costruzione fu completata nel 1814 e poi servì come caserma per la riorganizzazione del Quinto Reggimento Artiglieria.

## Il luogo di esecuzione

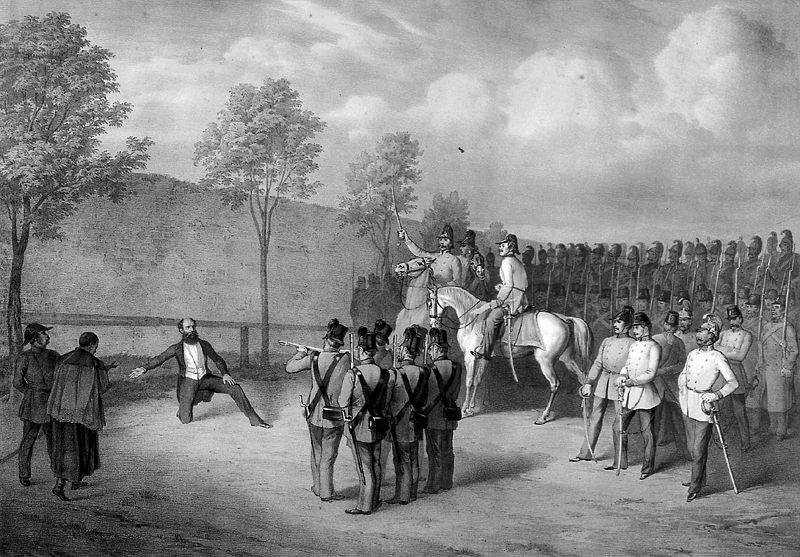
L'esecuzione di Lajos Batthyány nel cortile di Nuovo edificio

Il primo presidente del consiglio dello stato ungherese indipendente Lajos Batthyány, è stato giustiziato nel cortile del nuovo edificio dopo la rivoluzione ungherese del 1848-1849 conclusasi con la sconfitta dei patrioti ungheresi il 6 ottobre 1849 lo stesso giorno dell'esecuzione dei tredici Martiri d'Arad. Il 6 ottobre 1926, nell'angolo nord-orientale della Szabadság tér fu dedicato un monumento a Batthyány in ricordo dell'esecuzione e una lanterna di bronzo, la "Luce Eterna di Batthyány" (in ungherese Batthyány Lajos-örökmécses). Il completamento del monumento, progettato da Móric Pogány nel 1905, fu notevolmente ritardato dalla scoppio della prima guerra mondiale e dalle sue conseguenze.
Inoltre, nei pressi del nuovo edificio, il 10 ottobre 1849 con Batthyány furono giustiziati il commissario di governo e il ministro dei trasporti, László Csányi; la mattina del 24 ottobre erano già stati giustiziati Zsigmond Perényi, il secondo presidente della Camera. Il 20 ottobre aveva già avuto luogo, nei pressi dell'attuale Ministero dell'Agricoltura, l'esecuzione del principe polacco Mieczysław Woroniecki, del tenente colonnello Peter Giron e del nobile polacco Karol Gustaw d'Abancourt de Franqueville.